# Antonio Negri
Antonio Negri (1. srpna 1933 – 16. prosince 2023) byl italský politický filozof marxistické orientace. Proslul zejména jako spoluautor knihy Impérium z roku 2000 (kterou napsal spolu s Michaelem Hardtem) a svými pracemi o Spinozovi.

## Život
V 50. letech se angažoval v katolickém mládežnickém hnutí Gioventú Italiana di Azione Cattolica. Časem se však přesunul nalevo, roku 1956 vstoupil do Italské socialistické strany. V 60. letech se však posunul ještě více doleva, roku 1963 ze socialistické strany vystoupil a patřil k ideologům radikálně levicových hnutí Potere Operaio a Autonomia Operaia. V 70. letech začal být obviňován, že inspiroval levicový terorismus Rudých gard. Prezident Francesco Cossiga ho například označil za „psychopata, který otrávil mysl celé generace mladých lidí“. Byl dokonce obviněn ze spoluúčasti na vraždách, hnán před soud a odsouzen ke třiceti letům vězení, kvůli čemuž uprchl do Francie, kde nad ním ochranu držel prezident François Mitterrand. Zde úzce spolupracoval s Jacquesem Derridou, Michelem Foucaultem a Gillesem Deleuzem. Roku 1997 mu byl v Itálii trest snížen z třiceti na třináct let, načež se do vlasti vrátil, aby si zbytek trestu odseděl. Roku 2003 byl propuštěn. Dnes patří k ideologům hnutí Occupy Wall Street, tvrdí, že toto hnutí stvořilo „nový typ demokracie“. Časopis Foreign Policy ho roku 2005 označil za 50. nejvlivnějšího intelektuála světa.